# Agnone Cilento
Agnone Cilento is een plaats (frazione) in de Italiaanse gemeente Montecorice, provincie Salerno, en telt ongeveer 810 inwoners.